# Salto do Itararé
Salto do Itararé là một đô thị thuộc bang Paraná, Brasil. Đô thị này có diện tích 200,517 km², dân số năm 2007 là 5177 người, mật độ 24,7 người/km².